# Lydia Shum Din-Ha
Lydia Shum Din-Ha 沈殿霞 (Shanghai, 21 juli 1945- Vancouver, 19 februari 2008) (jiaxiang: Zhejiang, Ningbo) was een populaire Chinese zangeres, actrice, filmactrice en MC. Shum Din-Ha spreekt Standaardkantonees, Standaardmandarijn, Sjanghainees, Ningbohua en Engels. Shum werd gekenmerkt door haar jaren zestig bril en dito kapsel. Ze werkte veertig jaar voor TVB, daarna ging ze werken bij de rivaal HKATV. Bij TVB speelde ze vaak een Sjanghaise vrouw na. Ze stierf op 19 februari in het ziekenhuis aan borstkanker.
In 1967 begon Shum Din-Ha in de TVB-programma Enjoy Yourself Tonight. Van 1971 tot 1973 was ze zangpartner van Roman Tam. In 1985 trad ze met Adam Cheng in het huwelijk, maar drie jaar later scheidden ze. Joyce Cheng Yan-Yee is hun dochter.
Shum had veel gezondheidsproblemen zoals cholangitis, diabetes en hypertensie. in 2002 moest ze het Queen Mary Hospital in om zesendertig galstenen weg te laten halen. In september 2006 ontdekten artsen een levertumor en kanker rond haar galblaas. De 2,6 kilo wegende tumor werd in 2007 verwijderd, maar het kon haar leven niet redden.
De burgemeester van Vancouver, Sam Sullivan, riep 1 juni (geboortedag volgens de Chinese kalender) uit tot regionale Fei Fei-dag.

## Filmografie
- The Lotus Lamp (1965)
- Three Women in a Factory (1967)
- Broadcast Queen (1967)
- The Iron Lady Against the One-eyed Dragon (1967)
- A Girl's Secret (1967)
- Every Girl a Romantic Dreamer (1967)
- Waste Not Our Youth (1967)
- Unforgettable First Love (1967)
- Lady Songbird (1968)
- Happy Years (1968)
- Four Gentlemanly Flowers (1968)
- A Blundering Detective and a Foolish Thief (1968)
- Won't You Give Me a Kiss? (1968)
- Teenage Love (1968)
- Wonderful Youth (1968)
- We All Enjoy Ourselves Tonight (1968)
- Moments of Glorious Beauty (1969)
- The Little Warrior (1969)
- Teddy Girls (1969)
- To Catch a Cat (1969)
- A Big Mess (1969)
- One Day at a Time (1969)
- Happy Times (1970)
- The Mad Bar (1970)
- The Invincible Eight (1971)
- Songs and Romance Forever (1972)
- The Private Eye (1973)
- Love is a Four Letter Word (1973)
- If Tomorrow Comes (1973)
- The House of 72 Tenants (1973)
- The Country Bumpkin (1974)
- Tenants of Talkative Street (1974)
- Lovable Mr. Able (1974)
- The Crazy Instructor (1974)
- The Country Bumpkin in Style (1974)
- Kissed by the Wolves (1974)
- Pretty Swindler (1975)
- Don't Call Me Uncle (1975)
- Sup Sap Bup Dup (1975)
- You are Wonderful (1976)[also director]
- Love In Hawaii (1976)
- The Great Man (1977)
- Cat vs. Rat (1982)
- Drunken Tai Chi (1984)
- The Millionaire's Express (1986)
- It's Mad Mad World (1987)
- Mr. Handsome (1987)
- Tiger on the Beat (1988)[cameo]
- Double Fattiness (1988)
- Mother vs. Mother (1988)
- King of Stanley Market (1988)
- Faithfully Yours (1988)
- The Bachelor's Swan-Song (1989)
- City Squeeze (1989)
- Eat a Bowl of Tea (USA 1989)
- It's a Mad, Mad, Mad World 3 (1989)
- Lost Souls (1989)
- The Banquet (1991)
- The Perfect Match (1991)
- It's A Mad Mad Mad World Too! (1992)
- The Laughter of Water Margins (1993)
- Perfect Couples (1993)
- He Ain't Heavy, He's My Father (1993)
- Just Married (1995)
- Fitness Tour (1997)
- Happy Together (1997)[2]
- Miss Du Shi Niang (2003)
- In-Laws, Out-Laws (2004)
- Where Are They Now? (2006)